# 布鲁万东
布鲁万东（法語：Broindon，法語發音：[bʁwɛ̃dɔ̃]）是法国科多尔省的一个市镇，位于该省东南部，属于第戎区。

## 地理
布鲁万东（47°11'51"N, 5°2'41"E）面积4.64 平方千米，位于法国勃艮第-弗朗什-孔泰大區科多尔省，该省份为法国中东部省份，北起奥布省，西接涅夫勒省和约讷省，南至索恩-卢瓦尔省，东南接汝拉省，东临上索恩省，东北部与上马恩省接壤。
与布鲁万东接壤的市镇（或旧市镇、城区）包括：巴尔日、埃佩尔奈苏热夫雷、萨武日、圣菲利贝尔、热夫雷尚贝坦、日伊莱西托、努瓦龙苏热夫雷。

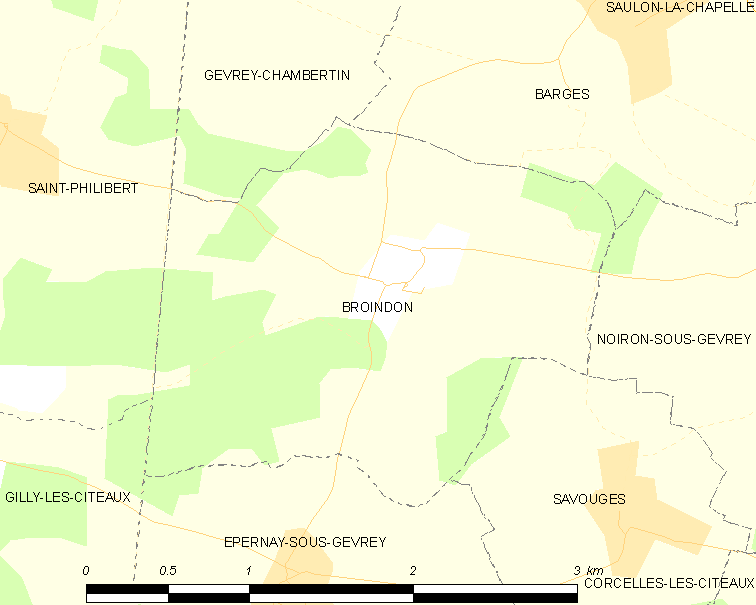
布鲁万东的OSM定位图

布鲁万东的时区为UTC+01:00、UTC+02:00（夏令时）。

## 行政
布鲁万东的邮政编码为21220，INSEE市镇编码为21113。

## 政治
布鲁万东所属的省级选区为尼伊圣乔治县。

## 人口

1962-2008年间布鲁万东人口变化图示

布鲁万东于2022年1月1日时的人口数量为197人。